# Bipédie
Bipède

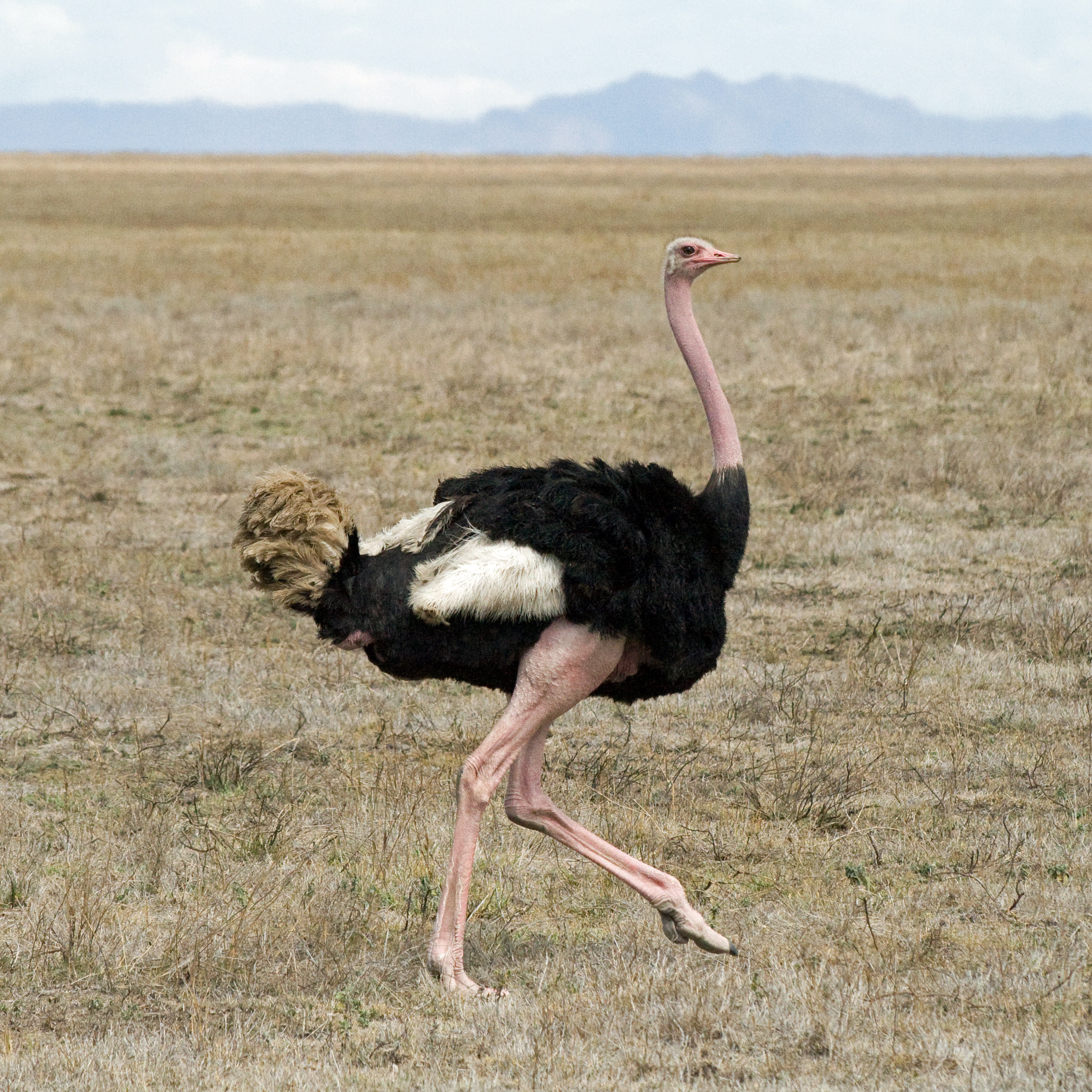
Une autruche d'Afrique, l'un des animaux bipèdes les plus rapides.

La bipédie est un mode de locomotion terrestre (en) par lequel un animal se meut sur ses deux membres postérieurs. Une espèce est dite bipède si la bipédie est son mode de locomotion ordinaire quand l'animal marche ou court.
Les espèces bipèdes se rencontrent essentiellement dans deux clades de tétrapodes : les théropodes (dont les seuls représentants actuels sont les oiseaux) et les hominines (dont le seul représentant actuel est l'Homme moderne). Parmi les autres groupes, la bipédie n'est qu'intermittente ou approximative.
Les êtres humains sont essentiellement plantigrades, tandis que les oiseaux sont digitigrades.

## Tétrapodes

### Mammifères

#### Humains
La bipédie exclusive est une caractéristique d'Homo sapiens et d'autres Hominina fossiles, qui se traduit par de nombreuses adaptations du squelette par rapport à celui des autres primates. Plus généralement, différentes formes de bipédie, usuelle ou intermittente, caractérisent la lignée humaine depuis sa séparation de celle des chimpanzés, sans qu'on en connaisse encore aujourd'hui l'évolution précise ni avec certitude l'origine évolutive.

#### Primates non humains
Les singes catarrhiniens, c'est-à-dire les singes de l'Ancien Monde – chimpanzés, gibbons, macaques, babouins, etc. – adoptent occasionnellement la bipédie posturale et pour de courts déplacements.

#### Autres mammifères
Certaines espèces de mammifères placentaires habituellement quadrupèdes, telles que le Pangolin géant, le Suricate, certains chiens de prairie, les marmottes et les ours, peuvent adopter une station bipède, c'est-à-dire se tenir debout de manière plus ou moins prolongée.
Certains marsupiaux, tels que les kangourous et les rats-kangourous, sont parfois considérés comme bipèdes, même si ces animaux utilisent aussi leur queue comme point d'appui lorsqu'ils se tiennent érigés.

### Théropodes
Les théropodes du Mésozoïque étaient probablement tous bipèdes. Leurs membres antérieurs étaient typiquement de petite taille, manifestement peu appropriés pour soutenir même partiellement le poids de l'animal. Une exception a été suggérée pour le genre Spinosaurus, mais s'est révélée par la suite prouvée fausse.
Les oiseaux, seuls représentants actuels des théropodes, sont tous bipèdes. Leurs membres antérieurs sont très longs mais, compte tenu de leur adaptation en ailes, il leur est quasiment impossible de les appuyer au sol. Parmi les trois groupes de vertébrés volants, il semble que les oiseaux soient les seuls à avoir adopté une bipédie exclusive : les chiroptères sont quadrupèdes et on pense qu'il en était de même pour les ptérosaures†.

## Autres vertébrés
Le Basilic vert (Basiliscus plumifrons) est capable de courir de courtes distances sur l'eau sur ses pattes arrière.
Les herrerasaures†, saurichiens basaux apparentés mais distincts des théropodes, étaient bipèdes. Certains ornitischiens, comme Hypsilophodon ou Pachycephalosaurus, mais aussi les sauropodomorphes basaux, comme Plateosaurus, étaient également bipèdes.
Les poposaures†, pseudosuchiens dont les plus proches parents actuels sont les crocodiles, étaient vraisemblablement bipèdes. Leur ressemblance avec les théropodes relève d'une convergence évolutive.

## Invertébrés
Une forme de bipédie tout à fait singulière a également été observée chez deux espèces de pieuvres, Amphioctopus marginatus et Abdopus aculeatus. Ces animaux semblent marcher au fond de l'eau sur deux de leurs tentacules, les autres étant repliés, ce qui permet de tromper les prédateurs en simulant l'apparence d'algues ou de noix de coco,.

## Robots

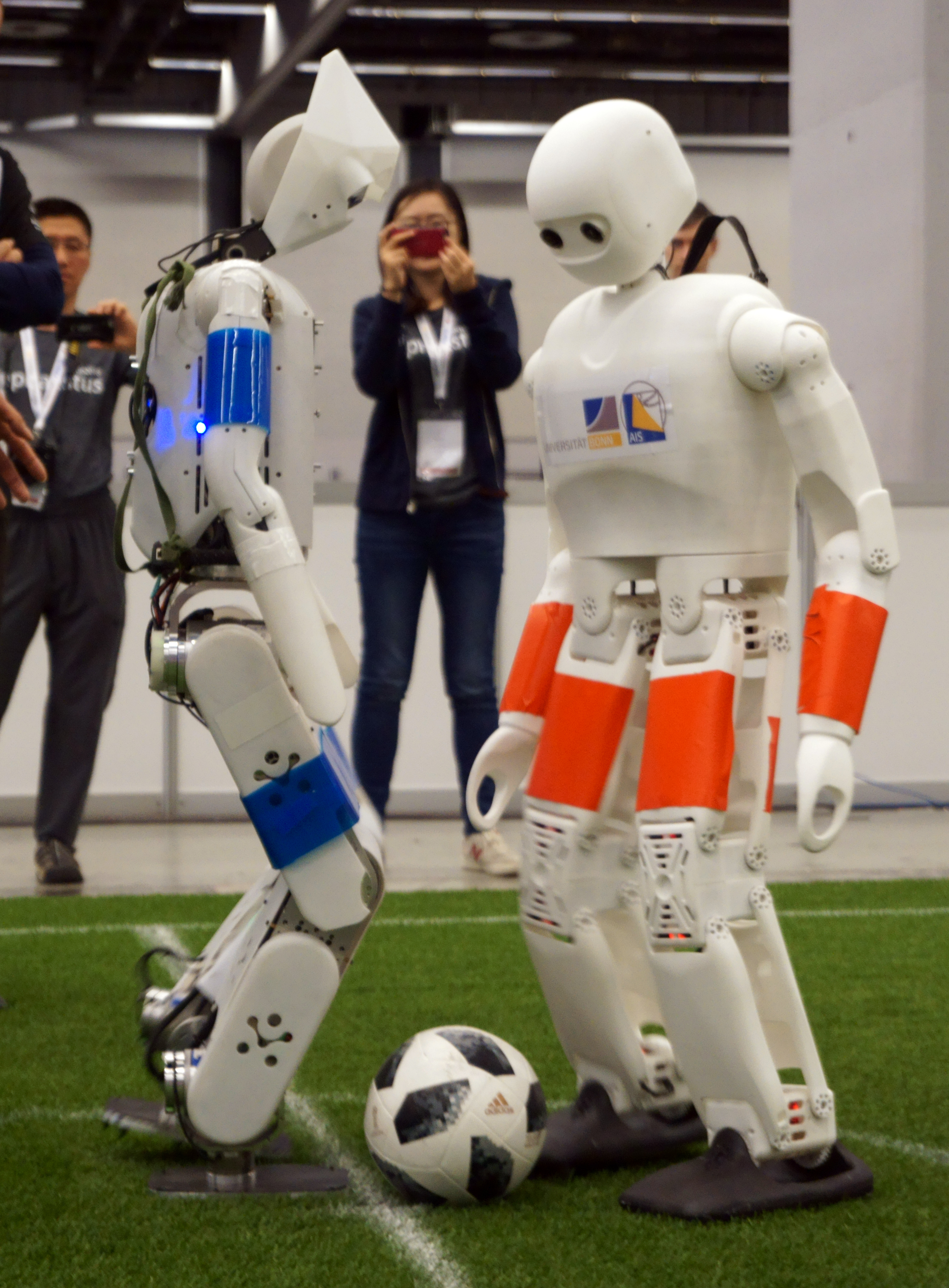
Deux robots jouant au football lors de la Robocup en 2018

Le concept d'un robot bipède d'une vitesse et d'une agilité comparables à celles d'un humain ou d'un oiseau a longtemps été limité à la science-fiction. Depuis le début du vingt-et-unième siècle, des robots bipèdes, à la démarche lente et peu assurée, ont été contruis. Actuellement, les efforts de recherche et développement se poursuivent et connaissent désormais de réels progrès, avec de larges perspectives d'applications civiles et militaires.
Voici une liste non-exhaustive de quelques projets:
- Le DARPA Robotics Challenge de 2015 présentait divers robots bipèdes  aux performances très sub-optimales[6].
- Un robot bipède français a été conçu spécialement pour l'étude de la marche et la course[7].
- La société Honda s'est également illustrée dans la réalisation de robots bipèdes avec notamment le projet ASIMO.
- La société américaine Boston Dynamics développe un robot bipède, Atlas, dont la version hydraulique a longtemps été le seul robot anthropoïde dont les performances étaient suffisantes pour réaliser certaines acrobaties. La version hydraulique a été remplacée en 2024 par une version électrique.
- Le constructeur automobile américain Tesla travaille sur un robot anthropoïde : Optimus.
- La société américaine Agility robotics développe un robot bipède digitigrade, contrairement à la plupart des autres projets qui se concentrent en général sur une forme anthropoïde, et donc plantigrade.
- La société chinoise Unitree Robotics développe entre autres robots un modèle humanoïde, le G1 Bionic[8].
- Le tournoi Robocup a été créé en 1996 : il récompense les meilleurs robots joueurs de football, sport qui a pour particularité de se pratiquer essentiellement avec les jambes et les pieds, et représente donc la quintessence du déplacement bipède en matière de vitesse et d'agilité. L'objectif de la compétition Robocup est d'obtenir un jour une équipe capable de battre l'équipe humaine championne du monde. Actuellement, cet objectif reste une perspective lointaine.